# This Land Is Your Land (Fear the Walking Dead)
"This Land Is Your Land" é o décimo terceiro episódio da terceira temporada da série de televisão de terror pós-apocalíptico Fear the Walking Dead, que foi exibido originalmente na AMC em 1 de outubro de 2017. Foi escrito por Suzanne Heathcote e dirigido por Meera Menon. Nesse episódio, Alicia é levada a uma posição de liderança onde é forçada a tomar decisões que podem mudar vidas.
Esse episódio marca a última aparição do Rancho do Queixo Quebrado, introduzido no episódio "The New Frontier", e que serviu como cenário principal para a temporada. Marca também a última aparição de Jake Otto na série (excluindo a sequência de sonhos em "Sleigh Ride"). 
O episódio foi, em geral, bem recebido pela crítica, que elogiou o desempenho de Alycia Debnam-Carey e Linda Gehringer, interpretando Alicia Clark e Christine, respectivamente. Na sua transmissão original norte-americana, o episódio foi assistido em 2.36 milhões de domicílios e recebeu a classificação de 0.9 no perfil demográfico dos telespectadores entre as idades de 18 a 49 anos.

## Enredo
A despensa para onde Alicia levou todos os sobreviventes está ficando sem ar, e eles descobrem só ter duas horas de oxigênio. Para tentarem ganhar tempo, Alicia, Ofelia e Lee pedem para que os mordidos se apresentem. Enquanto Alicia tem de sacrificar todos os mordidos, embora isso não seja fácil para uma adolescente, Lee e Ofelia entram pelos dutos para chegarem até a entrada de ar e resolverem o problema. Embora tenham ganhado um tempo, os sobreviventes restantes começam a morrer asfixiados. Nos dutos, Lee tem uma crise de TEPT, e é acalmado por Ofelia. Alicia conversa com uma senhora de espírito livre, Christine, sobre sua vida, e conta sobre quando seu irmão a ajudou a cantar "This Land Is Your Land" no acampamento de férias. Do lado de fora, Nick e Troy deixam o corpo de Jake e tentam ajudar os sobreviventes, mas ficam presos em um helicóptero cercado por caminhantes. O oxigênio está quase acabando, e Alicia percebe que alguns moradores reanimaram, e é atacada, desmaiando em seguida, assim como Christine. Ofelia e Lee chegam até a entrada de ar e percebem um caminhante. Para matá-lo, Ofelia sobe no ombro de Lee, que desmaia pela falta de oxigênio e Ofelia é atacada pelo caminhante. Eles conseguem sair e desbloquear a entrada de ar, e na despensa, Alicia acorda. Ela leva Christine, aparentemente desmaiada para o arsenal, enquanto dezenas de moradores reanimados do Rancho e da Reserva a atacam. Ela é salva por Madison, Walker e Strand, e percebe que Christine morreu, impedindo que ela se transforme. Mais tarde, Alicia descobre que Jake morreu, e decide seguir o conselho de Christine em ser livre, se separando do grupo, embora seja seguida por Troy e Nick. Madison conta à Ofelia que Daniel está vivo, e o grupo parte para encontrá-lo em El Bazar.

## Produção
O episódio foi escrito por Suzanne Heathcote e dirigido por Meera Menon. Esse é o segundo episódio escrito por Heathcote, que já havia escrito outro episódio nessa temporada, "Burning in Water, Drowning in Flame". Foi também o último episódio escrito por ela. Foi o único episódio dirigido por Menon. Scott Peck atua como diretor de fotografia no episódio. Este é o sétimo episódio em que ele trabalha, o primeiro sendo "Eye of the Beholder". A trilha sonora ficou a cargo de Paul Haslinger, que atua no setor desde o episódio "Pilot", na primeira temporada.
Michael Greyeyes reprisa seu papel de Qaletaqa Walker, sendo sua sétima aparição desde a introdução do personagem em "Burning in Water, Drowning in Flame". Justin Rain também marca sua sétima aparição na série nesse episódio. Linda Gehringer, introduzida no episódio anterior, e Michael William Freeman, introduzido no episódio "Eye of the Beholder", marcam suas últimas aparições nesse episódio.
Apesar de serem creditados, Danay García, ausente desde "Burning in Water, Drowning in Flame", Lisandra Tena e Rubén Blades não interpretaram, respectivamente, Luciana Galvez, Lola Guerrero e Daniel Salazar em "This Land Is Your Land".

## Recepção

### Crítica
| Críticas profissionais | Críticas profissionais |
| Avaliações da crítica  | Avaliações da crítica  |
| Fonte                  | Avaliação              |
| ---------------------- | ---------------------- |
| Den of Geek            | [ 5 ]                  |
| Entertainment Weekly   | (mista)                |
| Forbes                 | (positiva)             |
| Tell-Tale TV           | [ 12 ]                 |
| TV Fanatic             | [ 13 ]                 |
| UPROXX                 | (positiva)             |

Em geral, "This Land Is Your Land" foi bem recebido pela crítica. David Zapanta, da Den of Geek, disse se tratar de um dos episódios mais fortes da série, resultante do roteiro de Heathcote, da direção de Menon, a trilha sonora de Haslinger e os ambientes construídos por Peck. Sobre a atuação de Alycia Debnam-Carey, Zapanta disseː "[...] Sua atuação nos dá uma Alicia que é ousada, mas não temerosa, corajosa, mas vulnerável, ainda feliz no luto. Debnam-Carey é sempre sólida, mas essa hora é realmente transformadora. [...] Debnam-Carey é forte ao longo da hora, mas ela está no seu melhor, ao se lembrar de um momento engraçado da infância com Nick. A câmera permanece sabiamente em seu rosto, permitindo-nos ver o humor e a tristeza brigando por trás de seus olhos grandes e expressivos. [...]". Ele ainda ressaltou a atuação de Michael William Freeman, dizendoː "Seu remorso choroso é inesperado, mas crível", e a de Linda Gehringer, completando como sendo "interpretada com esperança e cansaço". Nick Romano, do Entertainment Weekly, reagiu positiva e negativamente ao episódio, aclamando alguns pontos e criticando outros. Sobre o arco de Alicia, Romano disse ser "uma luta silenciosa, vendida sutilmente pela atriz Alycia Debnam-Carey".

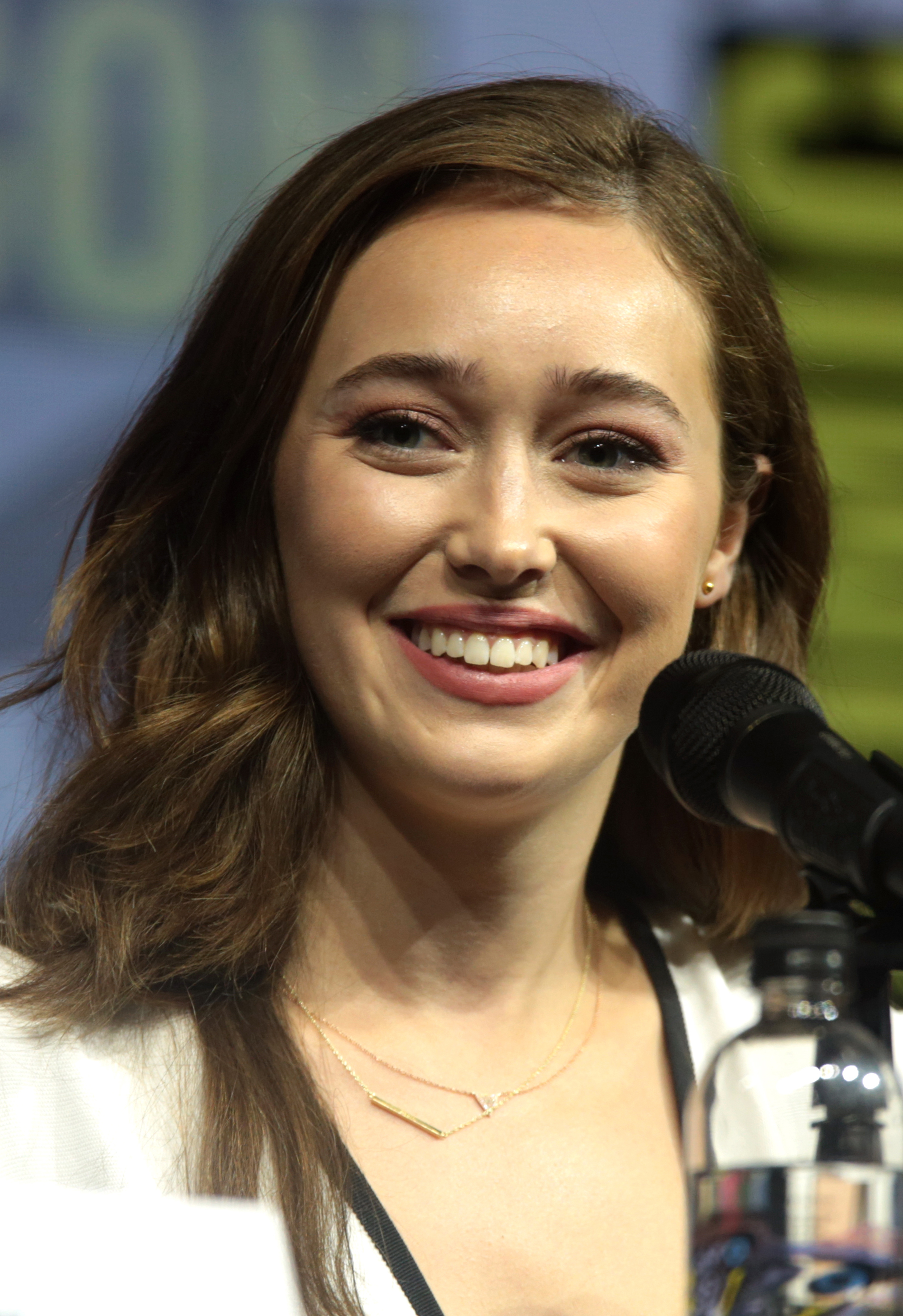
Alycia Debnam-Carey foi elogiada por sua atuação no episódio.

Paul Tassi escreveu em sua review para a Forbes que Fear the Walking Dead se tornou melhor que The Walking Dead por ser "um show consistentemente interessante e emocionante", descrevendo o episódio como sendo o melhor da série até então. Ele elogiou o roteiro de Heathcote e disseː "[...] Toda a sequência com Alicia no bunker é uma das melhores peças de ficção zumbi que já vi em anos. [...] um cenário totalmente insano, mas principalmente crível, dada a situação em questão. [...]" Embora os elogios, Tassi disse que o episódio não foi perfeitoː "Não consigo pensar em uma explicação razoável do por que apenas Alicia, Ofelia e Cachorro Louco foram as únicas pessoas a sobreviver no bunker enquanto todo mundo morreu. Ofelia e Cachorro Louco estavam perto do ar, talvez voltando, mas Alicia? Especialmente considerando o quanto ela estava se exercitando, não estou entendendo por que ela foi magicamente poupada enquanto todos os outros sucumbiam à morte por dióxido de carbono." Steven Ford, da TV Fanatic, elogiou o episódio, principalmente o clímax final, quando Alicia teve de lutar contra todos que queria salvar, as cenas de Cachorro Louco nos dutos e a trilha sonora, que segundo ele "acrescentaram algo a mais" nas cenas. Dustin Rowles, da UPROXX, disse em sua review que a cena onde Alicia mata os mordidos para poupar ar "é uma sequência agonizante". Sobre a direção e roteiro nas cenas onde todos morrem por asfixia, Rowles disseː "É uma cena intensa e fascinante, e a escritora Suzanne Heathcote dá um toque pessoal extra." Sobre a relação construída entre Alicia e Christine, Rowles afirmaː "Enquanto esperam o fim do oxigênio, Alicia conversa com uma senhora mais velha de espírito livre que relembra Alicia sobre sua vida e sobre como ela se arrepende de não ter viajado e explorado mais. Elas rapidamente criam um vínculo e sua morte por asfixia é provavelmente o momento mais triste de Fear the Walking Dead." Ele rotulou o episódio como "outro fantástico episódio de Fear the Walking Dead". Em sua análise de fim de temporada, Henrique Almeida, do Boletim Nerd, destacou "Burning in Water, Drowning in Flame" por sua cena perturbadora e pela experiência claustrofóbica bem construída desse episódio.
Nora Williamson, da Tell-Tale TV, disse: ""This Land is Your Land" é o melhor episódio desta temporada e talvez um dos melhores de todos. É emocional, devastador e intenso. [...] Eu estive esperando que Fear the Walking Dead realmente injetasse medo nesta temporada." Sobre Alicia, ela continuou: "Alicia é a estrela deste episódio e qualquer pessoa que pensasse que ela era uma personagem malcriada e desagradável deveria pensar diferente dela agora. [...] Estou tão impressionado com a atuação de Alycia Debnam Carey." Ela finalizou dizendo: "No geral, "This Land is Your Land" é um episódio fantástico que eleva o calibre de Fear the Walking Dead. Quando o episódio termina, parece que é o final da temporada. É brutal e aumenta as tensões de forma orgânica".

### Audiência
"This Land Is Your Land" foi visto por 2.36 milhões de pessoas na exibição original nos Estados Unidos, recebendo 0.9 de classificação no perfil demográfico dos telespectadores entre as idades de 18 a 49 anos. Possui um aumento de 13.76% na audiência em relação ao episódio anterior, "Brother's Keeper". Foi a oitava maior audiência da temporada, atrás de "Eye of the Beholder", "The New Frontier", "The Unveiling", "TEOTWAWKI", "Burning in Water, Drowning in Flame", "100" e "Children of Wrath", tendo sido também a maior audiência da segunda parte da temporada. Após "This Land Is Your Land", somente outros cinco episódios conseguiram ultrapassar 2.36 pontos de audiência, sendo elesː "What's Your Story?", "Another Day in the Diamond", "Good Out Here", "Buried" e "Laura".